# Gwendal Peizerat
Gwendal Peizerat (* 21. dubna 1972 Bron) je francouzský krasobruslař, olympijský vítěz ze ZOH 2002. Jeho sportovní partnerkou je francouzská krasobruslařka ruského původu Marina Anissinová. Vystudoval EMLYON Business School.

## Sportovní kariéra
S bruslením začal ve čtyřech letech se svou sestrou. Až do šesti let bruslili se svými rodiči. Poté začal trénovat s trenérkou Muriel Boucher-Zazoui, se kterou zůstal až do konce své amatérské kariéry v roce 2002. Jeho první krasobruslařskou partnerkou byla Marina Morelová. Na juniorském světovém šampionátu 1990 skončili na třetím místě, o rok později získali stříbro. V roce 1993 se dvojice rozpadla a Peizerat chtěl s krasobruslením skončit. Dal se však dohromady s Marinou Anissinovou, která patřila na juniorských soutěžích mezi jeho konkurenci. Spojení dvou odlišných kultur a typů krasobruslení se ukázalo jako pozitivní. Utvořili taneční pár, který posunul hranice tanců na ledě svými originálními prvky, monodramatickým ztvárněním a nezapomenutelnou atmosférou. Spolu obsadili třetí místo na zimních olympijských hrách 1998 v Naganu. V roce 2000 se stali evropskými i světovými mistry. V roce 2002 vyhráli olympijské zlato a ukončili svoji kariéru na amatérském ledě. Poté se věnovali profesionálnímu krasobruslení a účinkování v různých show.